# Ayuko Suzuki
Ayuko Suzuki (japanisch 尾西 美咲 Suzuki Ayuko; * 8. Oktober 1991 in Toyohashi) ist eine japanische Leichtathletin, die sich auf den Langstreckenlauf spezialisiert hat.

## Sportliche Laufbahn
Erste internationale Erfahrungen sammelte Ayuko Suzuki im Jahr 2010, als sie bei den Juniorenweltmeisterschaften in Moncton in 15:47,36 min den fünften Platz im 5000-Meter-Lauf belegte. Bei den Crosslauf-Weltmeisterschaften 2013 in Bydgoszcz gelangte sie nach 26:41 min auf den 62. Platz im Einzelrennen. Im Juli siegte sie dann in 32:54,17 min im 10.000-Meter-Lauf bei der Sommer-Universiade und sicherte sich in 15:51,47 min die Silbermedaille über 5000 Meter hinter der Russin Olga Golowkina. 2015 gelangte sie bei den Weltmeisterschaften in Peking mit 15:08,29 min im Finale auf den neunten Platz über 5000 Meter und im Jahr darauf verpasste sie bei den Olympischen Sommerspielen in Rio de Janeiro mit 15:41,81 min den Finaleinzug. 2017 schied sie bei den Weltmeisterschaften in London mit 15:24,86 min im  Vorlauf über 5000 Meter aus und gelangte über 10.000 Meter mit 31:27,30 min auf den zehnten Platz. 2021 nahm sie im Marathonlauf an den Olympischen Sommerspielen in Sapporo teil und lief dort nach 2:33:14 h auf dem 19. Platz ein. 
2016 wurde Suzuki japanische Meisterin im 10.000-Meter-Lauf.

## Persönliche Bestzeiten
- 3000 Meter: 8:58,08 min, 27. September 2014 in Yokohama
- 5000 Meter: 15:08,29 min, 30. August 2015 in Peking
- Halbmarathon: 1:07:55 h, 3. Februar 2019 in Marugame
- Marathon: 2:21:52 h, 12. März 2023 in Nagoya